# Нузумов, Юлдаш
Юлдаш Нузулов (01.05.1895 год, кишлак Богустан, Туркестанский край, Российская империя — дата и место смерти неизвестны) — колхозник, коневод, Герой Социалистического Труда (1948).

## Биография
Родился в 1895 году в кишлаке Богустан, Туркестанский край (сегодня — Богистон, Бостанлыкский район Ташкентской области, Узбекистан). C 1932 года работал в колхозе имени Ворошилова Бостандыкского района Чимкентской области. С 1942 года по 1944 года работал на трудовом фронте. В 1944 году возвратился в колхоз имени Ворошилова, в котором стал работать конюхом. С 1957 года работал в совхозе «Бостандык».
В 1947 году вырастил 20 жеребят от 20 конематок. За этот доблестный труд был удостоен в 1948 году звания Героя Социалистического Труда.
В 1961 году вышел на пенсию.

## Награды
- Герой Социалистического Труда — указом Президиума Верховного Совета СССР от 23 июля 1948 года;
- Орден Ленина (1948).